# Juan Pajuelo
Juan Luciano Pajuelo Chávez (Lima, 23 de setembro de 1974) é um ex-futebolista profissional peruano que atuava como defensor.

## Carreira
Juan Pajuelo fez parte do elenco da Seleção Peruana de Futebol da Copa América de 2001.[carece de fontes?]